# Juan Barbas
Juan Alberto Barbas (ur. 23 sierpnia 1959 w San Martín) – były argentyński pomocnik, grał również na obronie. Występował w wielu klubach w Argentynie, Hiszpanii, Włoszech i Szwajcarii.

## Kariera klubowa
Barbas swoją karierę zaczynał w roku 1977 w Racing Club de Avellaneda grającym w argentyńskiej Primera División. Następnie grał w hiszpańskim Realu Saragossa, włoskim US Lecce i szwajcarskich FC Sion i FC Locarno.
Wraz z drużyną Sion w sezonie 1991/1992 został mistrzem Szwajcarii.
Po grze w Locarno Barbas powrócił do ojczyzny, gdzie występował w Club Atlético Huracán. Następnie grał w niższych ligach w Alvarado Mar del Plata oraz CA All Boys, gdzie w roku 1997 zakończył piłkarską karierę.

## Kariera międzynarodowa
Barbas wraz z reprezentacją Argentyny U-20 wygrał Mistrzostwa Świata w roku 1979. W dorosłej kadrze zaliczył 33 występy i zagrał wraz z nią na mundialu 1982 oraz Copa América 1979.

## Tytuły
| Sezon     | Klub           | Tytuł                          |
| --------- | -------------- | ------------------------------ |
| 1979      | Argentyna U-20 | Młodzieżowe Mistrzostwo Świata |
| 1991–1992 | FC Sion        | mistrz Szwajcarii              |